# Behulibans
Behulibans (nep. बेहुलीबास) – gaun wikas samiti w zachodniej części Nepalu w strefie Dhawalagiri w dystrykcie Parbat. Według nepalskiego spisu powszechnego z 2001 roku liczył on 536 gospodarstw domowych i 2940 mieszkańców (1577 kobiet i 1363 mężczyzn).